# 鲁世达
鲁世达（?—?），隋朝儒学者，余杭（今浙江省杭州市）人。
隋文帝废学之后，鲁世达和陆德明、刘焯、刘炫等宿儒，都应时而出，登坛讲经，各穷悬河之辩，论难问对，共研先圣之理。孔颖达跟随他们学习。鲁世达在隋炀帝时为国子助教，撰写《毛诗章句义疏》四十二卷，行于世。